# إيكو، أميرة توشي
ايكو أميرة توشي (1 ديسمبر 2001) هي الابنة الوحيدة لناروهيتو إمبراطور اليابان وزوجته ماساكو.